# Himmerkusen
Himmerkusen ist eine Ortschaft in der Gemeinde Marienheide im Oberbergischen Kreis, Nordrhein-Westfalen, Deutschland.

## Lage und Beschreibung
Der Ort liegt etwa 3,4 km vom Hauptort entfernt.

## Geschichte

### Erstnennung
Um das Jahr 1450 wurde der Ort das erste Mal urkundlich erwähnt und zwar „Elisabeth uxor Telonis de Hemerkusen gehört zu den Wachszinsigen des Kölner Apostelstiftes“.
Die Schreibweise der Erstnennung war Hemerkusen.

## Bus und Bahnverbindungen

### Linienbus
Haltestelle: Himmerkusen
- 308 Richtung Marienheide – Engelskirchen – Lindlar